# 阿文特
阿文特，是西班牙卡斯蒂利亚-莱昂阿维拉省的一个市镇。 总面积13km2, 总人口113人（2001年），人口密度9人/km2。